# René Ortubé
René Ortubé (La Paz, 1964. december 26. –) bolíviai nemzetközi labdarúgó-játékvezető. Teljes neve: René Marcelo Ortube Betancourt. Hobbija: az utazás, a zene és az olvasás.

## Pályafutása

### Labdarúgó-játékvezetőként

#### Stílusa
A tehetségen kívül rengeteg adottság - például: jó fizikai- és reakcióképesség, szabálytudás, a valóság megörökítésének művészete -, ami megegyezik a személyiségi jegyekkel, valamint az évek alatt összegyűjtött tapasztalatok határozzák meg a játékvezetők minőségbeli különbségét. A kapcsolattartás érdekében nagyon fontos az idegennyelv tudása, a nemzetközi játékvezetőktől FIFA  elvárja, hogy angolul, németül, franciául vagy spanyol nyelven képesek legyenek kommunikálni - írni és olvasni.
Átlagos magasságú (171 cm), testfelépítése, izomzata (75 kg) biztosította, hogy atlétikai mozgással esemény közelben lehessen. Alkalmazott taktikája elősegítette azt a hozzáállást, hogy a játékszabályok és azok szelleméből eredő döntések biztosítsák a játék szolgálatát. Szabályalkalmazása határozott, ítélkezése következetes, játékos párti sportember. Átfogó figyelemmel és gyors reagálókészséggel rendelkezik. Kifogástalan fizikai- és szellemi állapota biztosította, hogy a valósághoz viszonyított taktikája eredményes legyen. Fellépése erélyes, de nem erőszakos, szolgálata nem részrehajló. Szabályszerűen büntette a durvaságot, az alattomos játékot, a túlzott erő alkalmazását illetve a súlyosan sportszerűtlen magatartást. Fegyelmezési módszere alkalmazkodik a szabályi előírásokhoz, feleslegesen nem kapkodja el a lapok osztogatását.

#### Nemzeti játékvezetés
1992-ben lett hazája legfelső szintű labdarúgó-bajnokságának játékvezetője. A nemzeti játékvezetéstől 2009-ben, a FIFA 45 éves korhatárát betöltve vonult vissza.

#### Nemzetközi játékvezetés
A Bolíviai labdarúgó-szövetség Játékvezető Bizottsága 1992-ben terjesztette fel nemzetközi játékvezetőnek, a Nemzetközi Labdarúgó-szövetség (FIFA) bíróinak keretébe. Több nemzetek közötti válogatott- és klubmérkőzést vezetett. A nemzetközi játékvezetéstől 2009-ben, a FIFA 45 éves korhatárát betöltve vonult vissza.

##### Világbajnokság
Dél-Korea és Japán közösen rendezte a XVII., a 2002-es labdarúgó-világbajnokság döntő mérkőzéseit, ahol a Svédország 2–1  Nigéria (2:1) csoporttalálkozón szolgálhatott játékvezetőként. Vezetett mérkőzéseinek száma: 1

##### Amerika Kupa
Az 1997-es Copa América a 38. kiírás volt, amely a Dél-amerikai válogatottak első számú tornája. A tornát a CONMEBOL szervezte, melynek a házigazdája Bolívia volt, ahol Paraguay–Chile (1:0) csoportmérkőzést koordinálta.
A 2001-es Copa América a 40. kiírás volt, amely a Dél-amerikai válogatottak első számú tornája. A tornát a CONMEBOL szervezte, melynek a házigazdája Kolumbia volt, ahol Ecuador–Chile  (1:4) és a Peru–Mexikó  (1:0) csoporttalálkozókat irányította.
A 2004-es Copa América a 41. kiírás volt, amely a Dél-amerikai válogatottak első számú tornája. A tornát a CONMEBOL szervezte, melynek a házigazdája Peru volt, ahol Costa Rica–Chile (2:1) csoportmérkőzést valamint a bronztalálkozót, a Kolumbia–Uruguay (1:2) összecsapást vezette.
A 2007-es Copa América a 42. kiírás volt, amely a Dél-amerikai válogatottak első számú tornája. A tornát a CONMEBOL szervezte, melynek a házigazdája Venezuela volt, ahol Mexikó–Ecuador (2:1) csoporttalálkozó bírója lehetett. Vezetett mérkőzéseinek száma: 6

##### Konföderációs kupa
Szaúd-Arábia rendezte a 3., az 1997-es konföderációs kupadöntőt, ahol az Egyesült Arab Emírségek–Dél-Afrika (1:0) és az Egyesült Arab Emírségek–Csehország (1:6) csoportmérkőzéseket vezette. Vezetett mérkőzéseinek száma: 2